# James Grenville
James Grenville (12 février 1715 - 14 septembre 1783) est un homme politique britannique.

## Biographie
Il est né à Wotton House, dans le Buckinghamshire en 1715, dans la famille politique influente de Grenville et est l’un des cinq frères qui se lancent dans la politique. Il est le troisième fils de Richard Grenville (1678-1727), un homme politique influent du Buckinghamshire et ses frères sont Richard Grenville-Temple, George Grenville, futur Premier ministre, et Thomas Grenville (officier). Il fait ses études au Collège d'Eton (1728-1732) et étudie le droit à Inner Temple, où il est admis au barreau en 1738 .
En 1738, il hérite de Butleigh Court, Somerset de sa tante Catherine Riggs née Symcox .
Il est élu pour la première fois au Parlement en 1741 sur la liste de Lord Cobham et fait partie des Cobhamites au cours de ses premières années au parlement. En 1746, il occupe un poste à la chambre de commerce . Il est Lord du Trésor (nov. 1756 - avril 1757 et juillet 1757 - mars 1761), cofferer of the Household (mars -oct. 1761), conseiller privé en 1761 et vice-trésorier adjoint de l'Irlande (août 1766 - janvier 1770).
En octobre 1761, à la suite de la démission de son beau-frère William Pitt l'Ancien, James Grenville démissionne avec lui et entre dans l'opposition. Il supervise la réconciliation entre George Grenville, qui a provoqué une scission avec sa famille en ne démissionnant pas, et son frère aîné, Richard Grenville-Temple proche allié de Pitt .
Il épouse Mary, fille et héritière de James Smyth, de South Elkington, dans le Lincolnshire, et a avec elle des fils jumeaux. En 1783, son fils James Grenville (1er baron Glastonbury) lui succède. Celui-ci reçoit l'essentiel de ses biens et est créé plus tard baron Glastonbury, bien que certaines propriétés soient également transmises à son frère jumeau le général Richard Grenville (général) . Les deux fils sont ensemble députés de Buckingham de 1774 à 1780.